# Cittadina di seconda classe
Cittadina di seconda classe (Second Class Citizen) è il secondo romanzo di Buchi Emecheta, scritto nel 1974.
Racconta la storia di Adah, una donna nigeriana ed è considerato un romanzo dalla fortissima connotazione autobiografica: infatti, le vicende della protagonista rispecchiano quelle della vita dell'autrice.

## Storia editoriale
Il libro ha suscitato molto interesse e ha avuto traduzioni in numerose lingue, tra le quali il cingalese, il thailandese e l'arabo, Sulla pubblicazione del romanzo nel 1974, Hermione Harris ha scritto: "Tra le decine di libri sulla razza e sulle comunità nere in Gran Bretagna apparsi durante gli anni '60 e l'inizio degli anni '70, la grande maggioranza sono scritti da accademici bianchi [...] i libri sull'integrazione femminile e scritti da donne trasferite in Occidente dall'Africa sono praticamente assenti.".
Nel 2020, dopo un lungo periodo in cui il libro era finito fuori pubblicazione, è stato ripresentato nella prestigiosa collana dei Penguin Books,

## Trama
Adah è figlia di un Igbo che vive a Lagos. Andava a scuola da sola perché a nessuno importava di lei. Da ragazzina sognava di trasferirsi nel Regno Unito. Dopo la morte del padre, Adah viene mandata a vivere con la famiglia di uno zio. Finita la scuola in Nigeria, ha trovato lavoro presso il consolato americano come impiegata di biblioteca. Il compenso lavorativo la rende desiderabile come sposa per Francis e per i suoceri. Quando Francis si reca nel Regno Unito per proseguire gli studi di diritto, il periodo dura parecchi anni e l'aiuto di Adah è fondamentale. Adah tenta di convincere la famiglia del marito che lei e i bambini sono pari a Francis in Inghilterra. Francis invece ritiene che essi siano persone di seconda classe nel nuovo Paese, poiché non ne hanno la cittadinanza. Adah trova lavoro in un'altra biblioteca e paga le spese della famiglia, fornendo anche assistenza primaria ai propri figli. Con il tempo Francis diventa sempre più offensivo e violento nei confronti di Adah perché lei cerca di diventare una scrittrice.

## Edizioni in italiano
- Buchi Emecheta, Cittadina di seconda classe, traduzion: Franca Cavagnoli; nota critic: Itala Vivan, Firenze: Giunti, 1987
- Buchi Emecheta, Cittadina di seconda classe, traduzione di Franca Cavagnoli, Milano: Fabbri, 1996